# Memphis Slim
Memphis Slim (eredetileg: John Len Chatman) (Memphis, Tennessee, 1915. szeptember 3. – Párizs, 1988. február 24.) amerikai blueszongorista, énekes, dalszerző.
Memphis Slim apja is muzsikus volt: énekelt, gitározott, zongorázott.
Slim hétéves korában autodidaktaként kezdett zongorázni. A harmincas években lépett fel először közönség előtt. Első felvétele 1939-ben jelent meg. A negyvenes évek közepén megalakította első zenekarát, a Houserockers-t.
Az ötvenes évek végétől sokat játszott Willie Dixon bőgőssel. Gyakran lépett fel Franciaországban, végül ott is telepedett le. Gyakori szereplője volt a Newporti folk- és jazzfesztiválnak.
1976-ban és 1981-ben fellépett Magyarországon is.
Ötszáznál több felvételt készített. Leghíresebb szerzeménye az Everyday I Have The Blues. 1989-ben bekerült a blues halhatatlanjai közé.

## Diszkográfia
Albumok
- At The Gate of The Horn (1959)
- Blue This Evening (1960)
- Memphis Slim’s Tribute to Big Bill Broonzy, Leroy Carr, Cow Cow Davenport, Curtis Jones (1961)
- Alone With My Friends (1961)
- Memphis Slim USA (1962)
- All Kind of Blues (1963)
- Real Folk Blues (1966)
- Mother Earth (1969)
- Messin Around With The Blues (1970)
- Boogie Woogie (1971)
- At The Village Gate (1974)
- Rockin The Blues (1981)
- Memphis Heat: Memphis Slim&Canned Heat Recorded in 1970 (1981)
- Everyday I Have The Blues (1999)
- The Folkway Years 1959-1973 (2000)
- Born To Boogie (2003)
- Double-Barreled Boogie (2005)
- Paris Mississippi Blues (2005)